# Дворец Фонтенбло
Дворец Фонтенбло (на френски: Château de Fontainebleau) в гр. Фонтенбло, департамент Сен е Марн е френски дворец, 60 км южно от Париж, който е използван временно от император Наполеон Бонапарт, наред с други. Предимно известен е със своя интериор от времето на ренесанса, по който са работили многобройни италиански творци, и е обявен от ЮНЕСКО за световно наследство през 1981 г.
Името на „дворец Фонтенбло“ е описателно, като за местонахождението „Фонтенбло“ през средновековието са засвидетелствани латинизирани форми като Fons Bleaudi, Fontem blahaud, а популярната етимология го извежда от френското Fontaine belle eau т.е. „извор с хубава вода“.

## История на сградaтa
Комплексът е построен по времето на Франсоа I и Анри II на мястото на замък от 13 век, чийто донжон е използван в строежа и е разширен във вид на ловна хижа при крал Франсоа I. Изграждането на видимата днес централна сграда започва през 1528 година. Замъкът се счита за първата ренесансова сграда на френска земя. Построен е по времето на кралете Хенри IV, Луи XIII и Луи XIV, преустройван е многократно.
Дворец Фонтенбло има пет двора, параклис, държавни церемониални стаи, стенописи и щукатури. Работите по замъка са извършени от 1530 година от италиански художници като Росо Фиорентино. Те донасят елементи на маниеристкия стил и италианските форми във Франция.
Луи XIV разпорежда създаването на нов партер в бароков стил, голям канал и нов парк в пределите на дворцовите градини.

## Събития в дворец Фонтенбло
- 27 септември 1601 г.: Раждане на Луи XIII.
- Едикт от Фонтенбло (ограничаване на свободата на вероизповеданието) от 18 октомври 1685 г.: Луи XIV отменя Нантския едикт, което наред с други неща води до въстания от хугенотите
- 20 юни 1812 г.: Наполеон разпорежда тайно неговия пленник папа Пий VII да бъде доведен в двореца. Там Пий подписва под натиск на 25 януари 1813 г. „Конкордатът от Фонтенбло“, с който Наполеон получава някои правомощия над църквата; на 24 март 1813 г. папата обаче оттегля подписа си.[2] На 23 януари 1814 г. Пий напуска двореца.
- 11 април 1814 г.: Наполеон абдикира (Договорът от Фонтенбло).
- 20 април 1814: Наполеон се сбогува със своята Императорска гвардия.
- От 1949 г. до 1966 г. дворецът е бил централа на НАТО на Съюзните сили в Централна Европа (AFCENT).[3][4]
- Първият акт на операта „Дон Карлос“ от Джузепе Верди, който не е базиран върху използваната за модел драма от Фридрих Шилер, се развива в двореца Фонтенбло, въпреки че описаният акт не може да бъде исторически доказан.

## Галерия
- Дворец „Фонтенбло“
- Гледа от градината
- Живопис от Луи де Силвестър: Луи XIV приема по-късния крал на Полша и курфюрст на Саксония – Август III, в дворец Фонтенбло, 1714 г.
- Гвардейската зала за охраната на двореца Фонтенбло
- Салонът на Франсоа I
- Салонът на тапицериите
- Тронна зала. Тази стая е била спалнята на краля от XVII век до Френската революция. Наполеон I я превръща в тронна зала.
- Легло с колони (1860 г.), спалнята на Анна Австрийска
- Интериор
- Будоар на кралицата (1786 г.), проектиран  за кралица Мария-Антоанета. Работната маса с форма на корито, дело на Жан-Анри Рисенер, кралското кресло, копирано от оригинала на Жорж Жакоб, и табуретката за крака, дело на същия мебелист, са оригинални.